# Emancipare
Emanciparea se referă la orice acțiune care permite unei persoane sau unui grup de persoane să acceseze o stare de autonomie prin încetarea dependentei de orice autoritate sau putere.
Mai precis, se poate referi la:
- Emanciparea de persoane sau de grupuri de persoane:
  - Emanciparea minorilor, act prin care un minor devine liber de sub custodia părinților sau tutorilor;
    - De o forma mai generala, părăsirea casei părintești;

  - Emanciparea sclavilor sau proclamarea lor ca persoane libere;
    - Ziua Emancipării, comemorarea emancipării sclavilor în diferite țări ale Americii;
    - Proclamația de Emancipare, proclamație emisă de președintele SUA Abraham Lincoln în 1863 prin care se declară eliberarea sclavilor din teritoriile secesioniste confederate;

  - Emanciparea femeii, proces istoric în care femeile au dobândit egalitatea în drepturi cu bărbații, încetând a le mai fi subordonate;
  - Emanciparea persoanelor LGBT (sau „eliberarea...”), o mișcare socială începută în 1969 prin care persoanele LGBT au pus sub semnul întrebării legile care îi persecutau și au cerut egalitate socială deplină;
  - Emanciparea de minorități religioase:
    - Emanciparea evreiască, proces care a avut loc în principal în Europa între a doua jumătate a secolului XVIII și începutul secolului XX prin care au fost eliminate restricțiile impuse evreilor;
    - Emanciparea catolică, un proces care a avut loc în Marea Britanie și Irlanda la începutul secolului XVIII și începutul secolului XIX prin care au fost eliminate restricțiile impuse catolicilor;

  - Emanciparea clasei muncitoare, în marxism, punctul culminant al luptei de clasă prin revoluția proletară pentru a da naștere unei societăți fără clase și fără Stat;
- Emanciparea coloniilor
- Toponime:
  - Emancipation⁠(d), un oraș din municipalitatea mexicană Juárez;
  - Avenida Emancipación⁠(d), un bulevard din centrul istoric al orașului Lima (Peru).